# ديقات (حديبو)

تعديل مصدري - تعديل

ديقات إحدى قرى مديرية حديبو التابعة لمحافظة سقطرى، بلغ تعداد سكانها 37 نسمة حسب تعداد اليمن لعام 2004.